# Tribal sovereignty (Vereinigte Staaten)

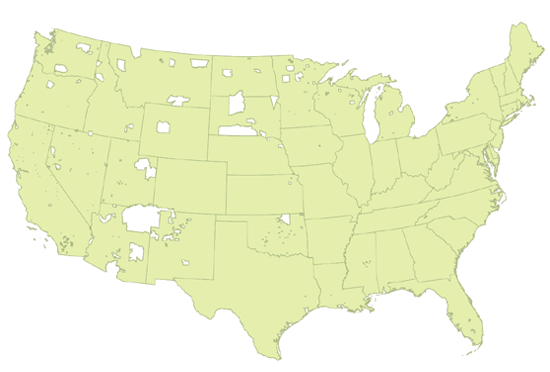
Karte der Vereinigten Staaten, Reservate in Weiß

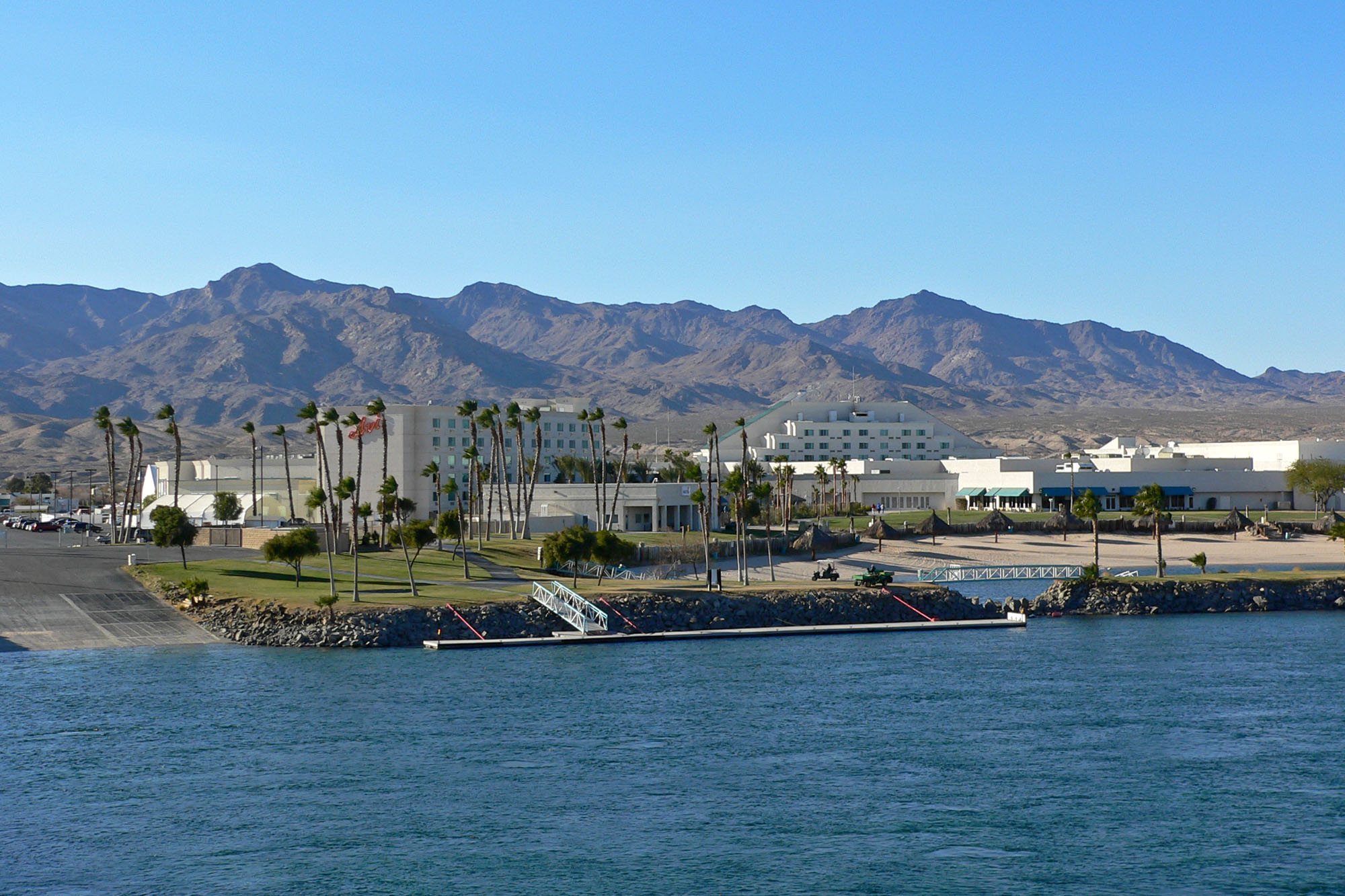
Seit 1979 betreiben Indianerstämme Casinos auf ihren Gebieten. Diese bilden eine wichtige Einnahmequelle für die Reservate und schaffen Arbeitsplätze. Hier: Avi Resort and Casino in Nevada

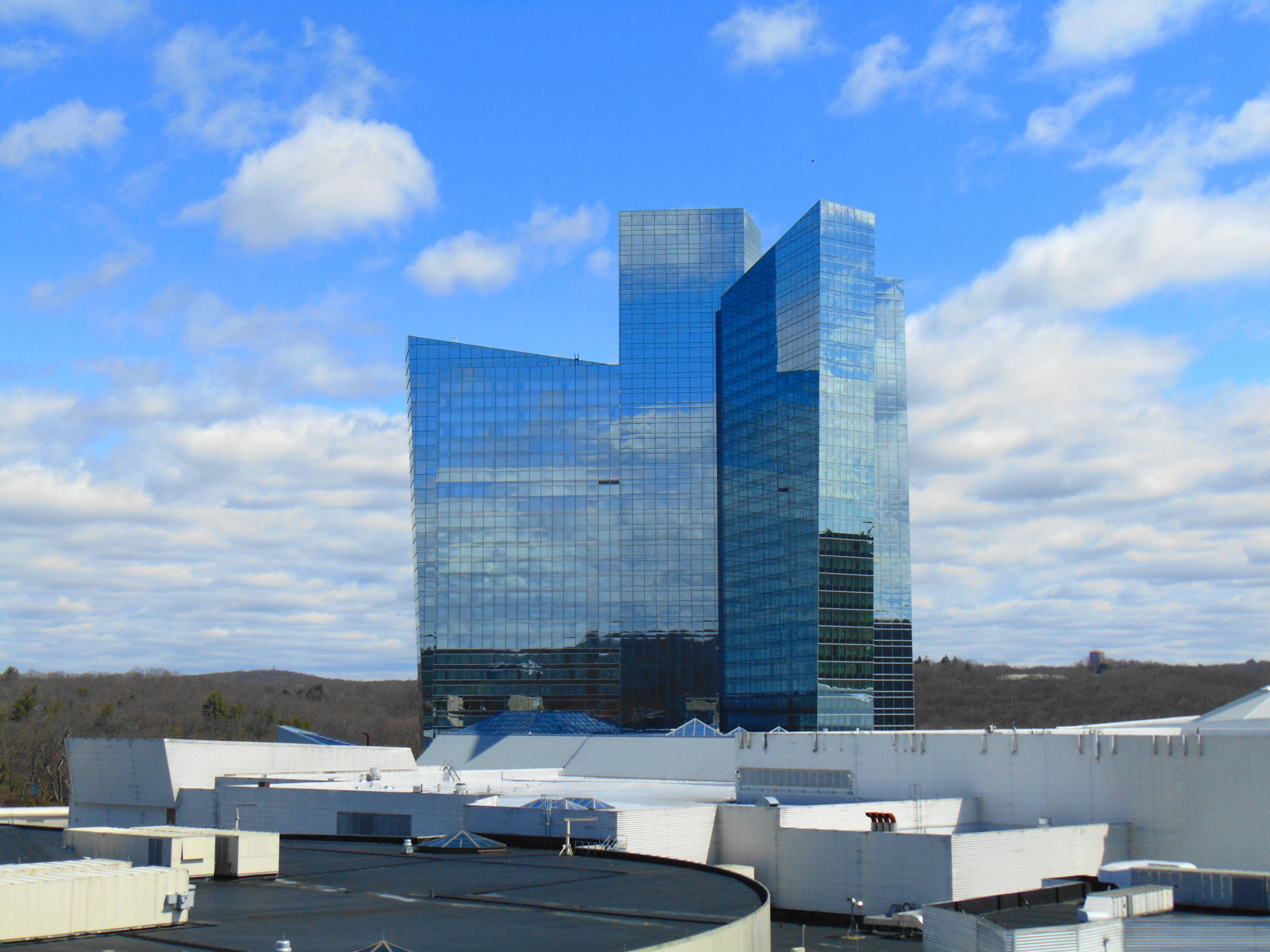
Das Mohegan Sun des Mohegan Stammes. Die US-amerikanischen Indianerstämme betreiben 400 Indianerkasinos landesweit, primär an der Westküste und in den Grenzstaaten zu Kanada.

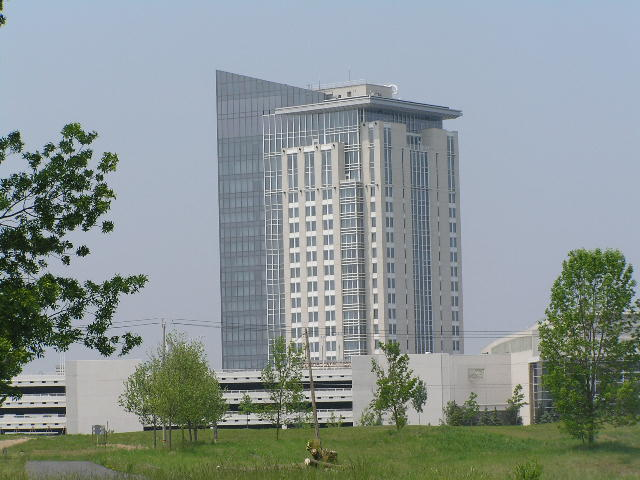
Turning Stone Resort and Casino Hotel in New York wird von der Oneida Indian Nation betrieben.

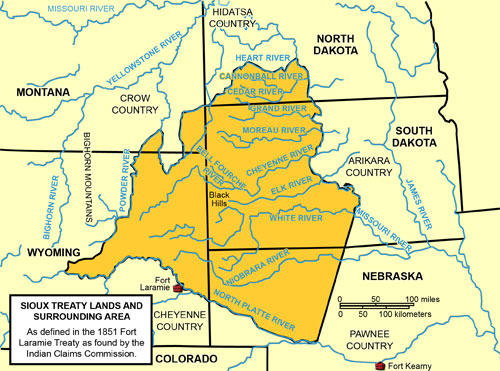
Beispiel: Der Vertrag von Fort Laramie 1851 legte das Sioux-Territorium vertraglich fest. Doch die Verträge wurden nicht eingehalten. Große Gebiete gingen durch Verordnungen und Gesetze nach 1876 den Sioux verloren.

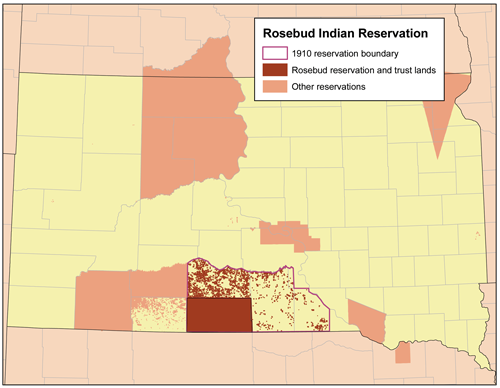
Auswirkungen des Dawes Act. Große Gebiete der Rosebud Indian Reservation in South Dakota gingen verloren. Ursprünglich umfasste die Reservation 5 Counties. Nach dem Allotment gingen 4 Counties verloren.

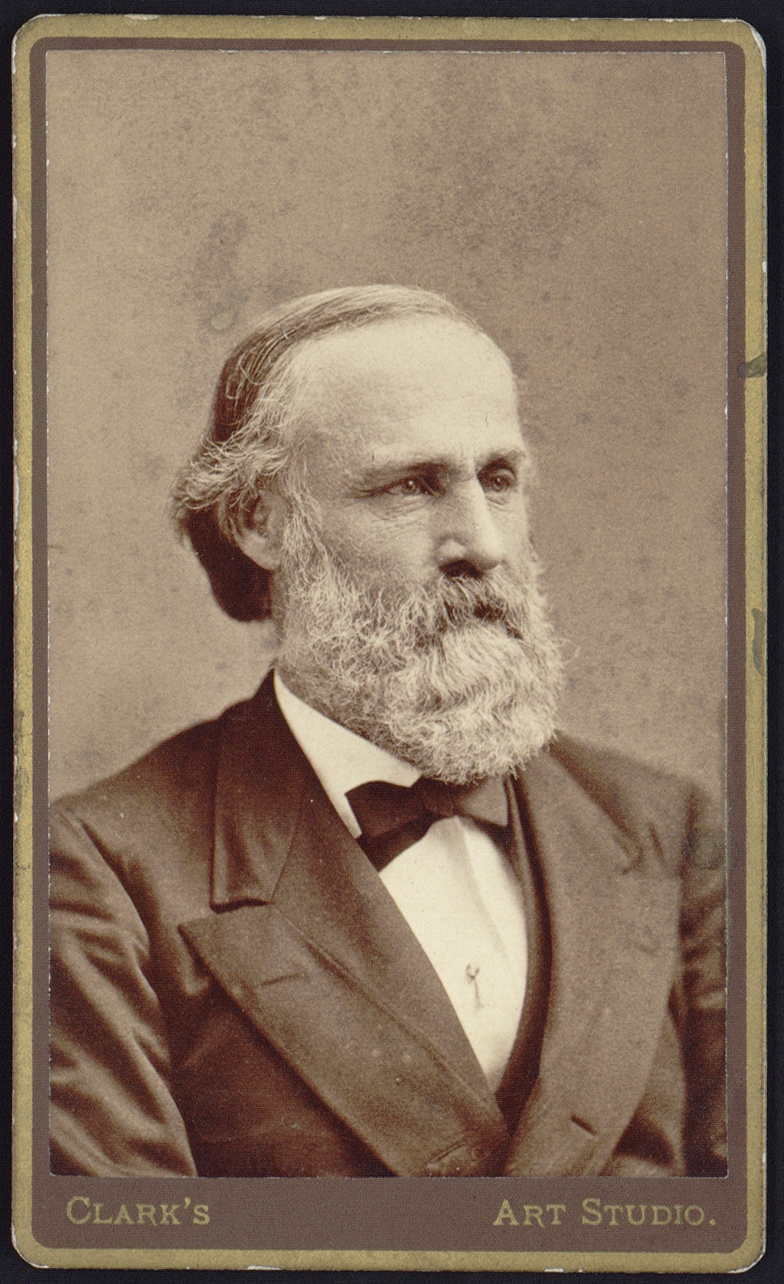
Henry L. Dawes. Eigentlich wollte Dawes den Indianern mit seiner Gesetzesvorlage helfen, volle Staatsbürger der USA zu werden. Durch das nach ihm benannte Gesetz verloren die Stämme einen Großteil ihrer Stammesgebiete.

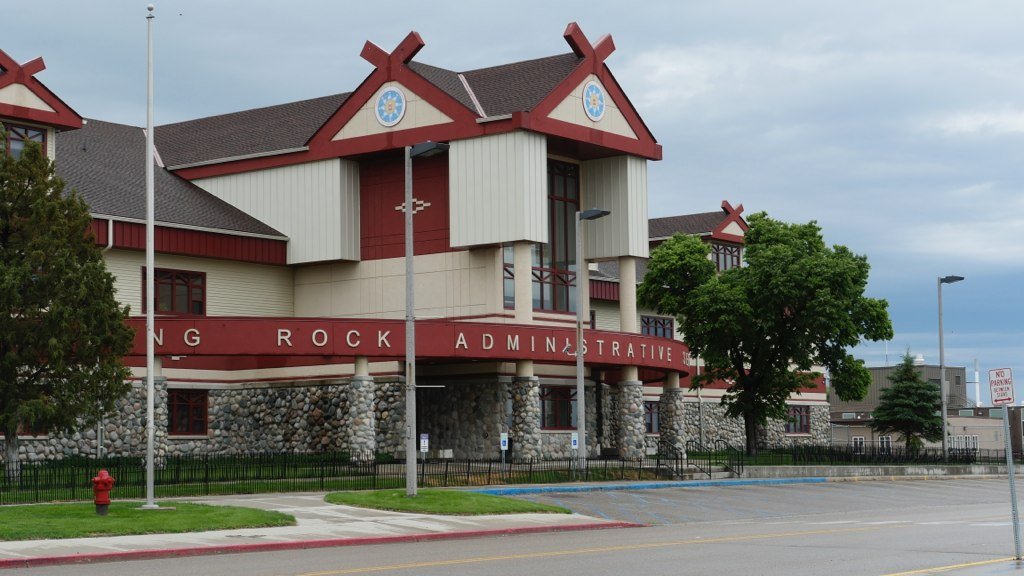
Verwaltung der Standing Rock Reservation in Fort Yates (2014)

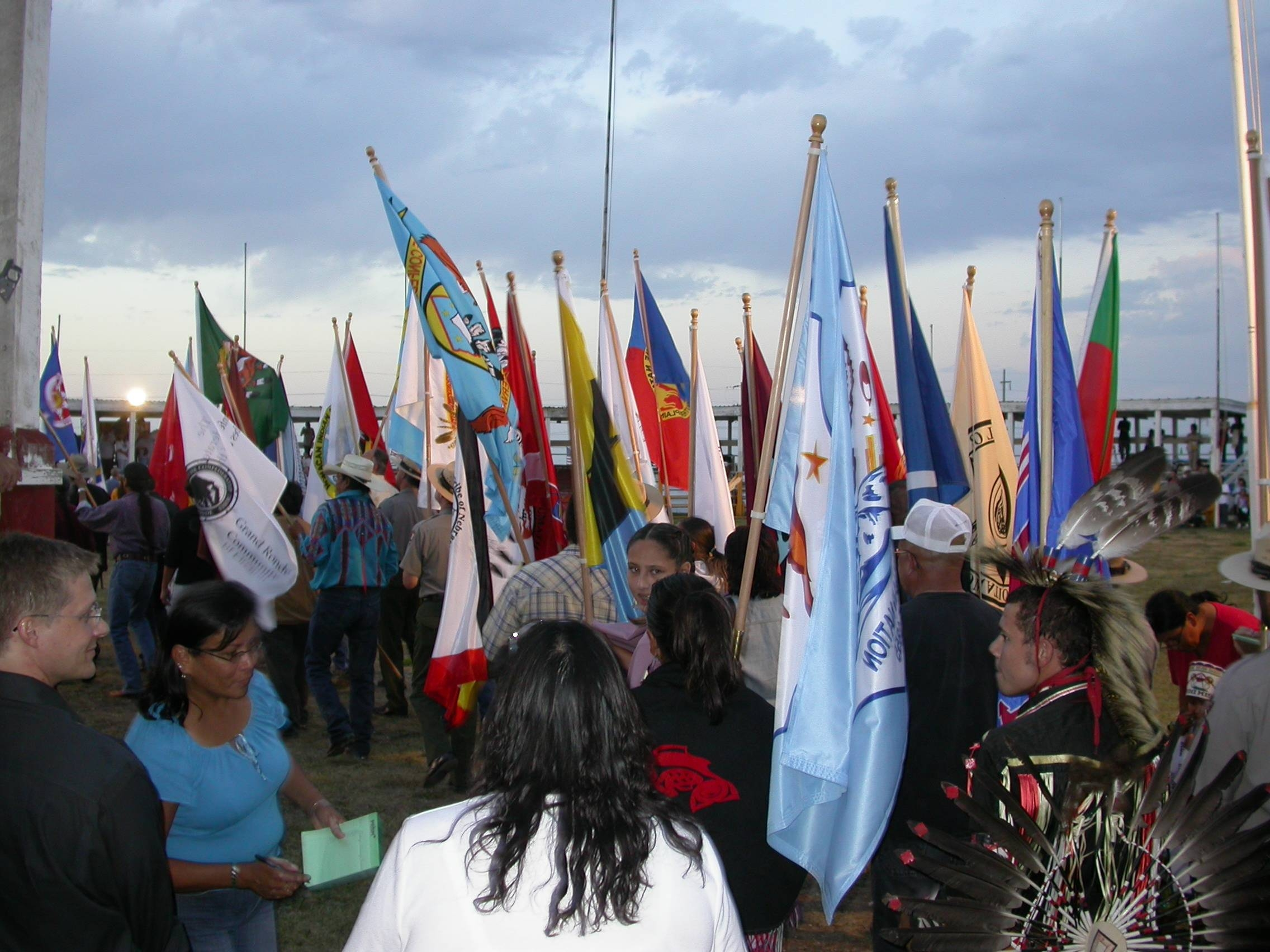
Stammes-Fahnen in Eagle Butte Cheyenne River Reservation

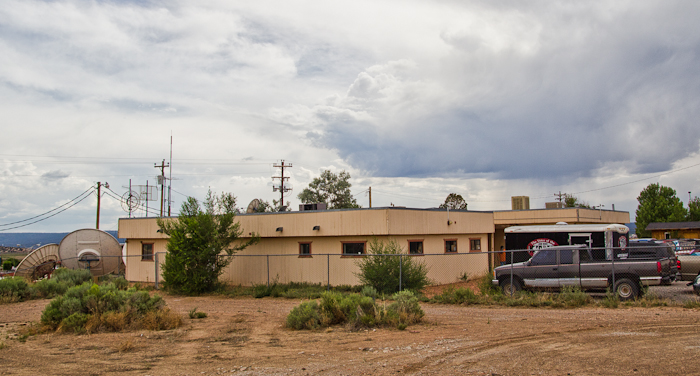
Studio von KTNN Radio in Window Rock, Navajo Reservation, Arizona. Viele Stämme betreiben ihre eigene Radio Station

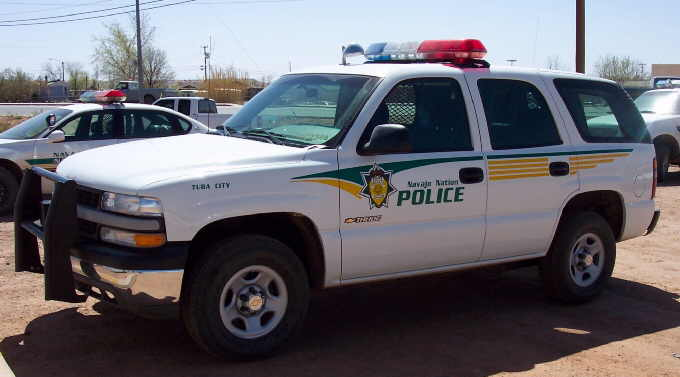
Viele Reservate verfügen über eigene Polizeieinheiten. Hier ein Navajo Nation Police Streifenwagen aus Arizona

Unter Tribal sovereignty versteht man in den Vereinigten Staaten von Amerika das Recht der Ureinwohner, sich selber zu verwalten und zu regieren. Die Regierung der Vereinigten Staaten erkennt die Indianerstämme als Nationen an und verwendet die Begriffe souvereign nations oder domestic dependent nations. Viele Stämme besitzen seit den 1930er Selbstverwaltungsrechte und besitzen eigene Polizeieinheiten und Gerichte in ihren Indianerreservaten. Normalerweise unterstehen Reservate rechtlich gesehen nicht den Bundesstaaten, auf welchen sie sich physisch befinden. Sie können eigene Gesetze erlassen, die den Rechten der Bundesstaaten widersprechen. Dies trifft besonders auf das Glücksspiel zu. Viele Reservate betreiben Casinos auf ihren Gebieten oder kaufen Grundstücke in Ballungszentren, die sie als ihr Hoheitsgebiete ausgeben. Solche Gebiete werden juristisch Off-reservation trust land genannt. Tribal sovereignty war in der Vergangenheit Thema von vielen Prozessen vor US-Bundesgerichten, wo teilweise sich widersprechende Urteile gefällt wurden. Das Verhältnis zwischen Bundesregierung, Regierungen der Bundesstaaten, den Counties, den Gemeinden, dem Bureau of Indian Affairs, den Stämmen und den Reservaten gilt als kompliziert und verworren. Eine wichtige Frage ist die Zuständigkeit von Gerichten der Stämme über Nicht-Stammesmitglieder, z. B. von Weißen, die in Reservaten wohnen oder Grundstücke in Reservaten besitzen, bzw. Geschäfte mit Reservatsregierungen tätigen. Die Vereinigten Staaten von Amerika erkennen 562 Stämme als federally recognized tribes an. Daneben gibt es auch Stämme, die zwar nicht von der Bundesregierung, aber von einzelnen Bundesstaaten anerkannt werden.

## Verfassungsrechtliche Grundlagen
In der Verfassung der Vereinigten Staaten ist das Verhältnis zwischen den Ureinwohnern und der Bundesregierung nicht eindeutig geklärt. Die Verfassung erhält nur Hinweise. So enthält Paragraph 1, Abschnitt 2 den Hinweis, dass Indianer von den Steuern befreit sind. Indianer wurden zu dieser Zeit nicht als Bürger der Vereinigten Staaten angesehen und hatten daher keine Steuern zu entrichten, konnten daher auch nicht an Wahlen teilnehmen. Sie wurden nicht als Bewohner eines Bundesstaates definiert. Paragraph 1 Abschnitt 8, die sogenannte Commerce Clause regelt die Zuständigkeit des Bundes über den Handel. Congress shall have the power to regulate Commerce with foreign nations and among the several states, and with the Indian tribes. Der Kongress (der Vereinigten Staaten) hat die Macht, den Handel mit dem Ausland, zwischen den Bundesstaaten und mit den Indianerstämmen zu regeln. Aus diesem Satz ergibt sich, dass Indianerstämme kein Ausland darstellen, aber auch keinem Bundesstaat zugehörig sind. Deswegen hat sich der Begriff domestic dependent nations durchgesetzt. Ein weiterer Hinweis ergibt sich aus dem 14. Zusatzartikel zu der Verfassung „Representatives shall be apportioned among the several States according to their respective numbers counting the whole number of persons in each State, excluding Indians not taxed.“ Indianer, die nicht besteuert werden, werden bei der Anzahl der Repräsentanten eines Staates nicht berücksichtigt. Aus diesen Sätzen ergibt sich, dass Indianerstämme nicht als Bürger eines Bundesstaates, in welchem sie leben definiert wurden. Da das Verhältnis zwischen der Bundesregierung, dem Kongress und den Indianerstämmen in der Verfassung nicht genau definiert war, führte das zu einer Vielzahl von Prozessen vor dem Obersten Gerichtshof der Vereinigten Staaten.

## Bureau of Indian Affairs
Da die Verfassung der Vereinigten Staaten das Verhältnis des Bundes und der Indianerstämme nicht genau definiert, waren Verträge und Gesetze notwendig. Die Gesetze orientierten sich an der Commerce Clause. Grundsätzlich lässt sich sagen, dass der Kongress und nicht der Präsident für das Verhältnis zu den Indianerstämmen zuständig war. Für diese Aufgabe wurde das Bureau of Indian Affairs (BIA) geschaffen. Einrichtungen, die sich mit den Beziehungen zu den Ureinwohnern beschäftigen, gab es aber schon seit 1775 als der Zweite Kontinentalkongress Benjamin Franklin und Patrick Henry beauftragten Verhandlungen mit den Ureinwohnern zu führen. Das Bureau wurde dem Kriegsministerium unterstellt. 1849 wurde das BIA dem neu geschaffenen Innenministerium zugeschlagen. Damit änderten sich auch die Aufgaben des BIA. Indianer wurden seit den 1830ern in Reservate umgesiedelt, und damit fiel die Versorgung der Reservate mit Lebensmitteln dem Büro zu, da die Versorgung zum einen oftmals Bestandteil der Verträge mit den Stämmen war und anderseits die Reservate aus oftmals wenig ertragreichen Böden bestanden – viele Reservatsbewohner hungerten. Offiziell gehören die Ländereien nicht den Indianerstämmen, sondern der Bundesregierung. Dies haben mehrere Gerichte entschieden. Die Indianerstämme haben meistens nur ein Nutzungsrecht an ihrem Grund und Boden. In diesen Fällen werden die Gebiete treuhänderisch vom BIA verwaltet. Dies sichert der BIA einen großen Einfluss über die Stammesregierungen.

## Verträge
Bis 1871 dienten Verträge, abgeschlossen zwischen dem Kongress der Vereinigten Staaten und den Indianerstämmen, als rechtliche Grundlage. Die Verträge wurden von Indianeragenten des Bureau of Indian Affairs ausgehandelt, unterschrieben und mussten vom Kongress ratifiziert werden. In diesen traten die Indianerstämme Gebiete an die Bundesregierung gegen Zahlung von Geldmitteln und gegen den Erhalt von Sach- und Dienstleistungen ab. Meist reservierten sie sich einen kleineren Teil des betroffenen Gebietes, die meisten Indianerreservate entstanden vor 1871. Die Bundesregierung hatte keine Kompetenz, Land zu beschlagnahmen, da dieses anerkannterweise den Indianern gehörte. Einige Reservate waren durch Landtausch errichtet. Das von den Stämmen abgetretene Gebiet wurde zur Besiedlung durch Weiße freigegeben. Der Indian Appropriations Act von 1871 änderte diese Situation dramatisch. Der Kongress verbot dem BIA, Verträge mit den Indianerstämmen abzuschließen. Anstelle von bilateralen Verträgen zwischen Kongress und Indianerstämmen wurden die rechtlichen Bedingungen durch Gesetze und Verordnungen des Kongress und des Präsidenten festgelegt. Doch noch heute spielen Verträge eine wichtige Rolle in der Politik um die Indianerreservate und tribal sovereignty
Beispiele:
- Treaty of Holston Ein Vertrag zwischen Vereinigten Staaten und den Cherokee 1791[8]
- Vertrag von Dancing Rabbit Creek 1830
- Vertrag mit den Ute 1849
- Treaty of Mendota 1851
- Treaty of Traverse des Sioux 1851
- Vertrag von Fort Laramie 1851
- Vertrag von Medicine Lodge 1867
- Vertrag von Fort Laramie 1868

## Gesetze und Richtlinien
Nachdem 1871 Verträge zwischen Bundesregierung und Indianerstämmen nicht mehr abgeschlossen werden konnten, musste die Situation gesetzlich geregelt werden. Die Gesetze und Verordnungen widersprachen oft den vertraglichen Regelungen. Trotzdem kann man festhalten, dass die Gesetze die Indianerstämme als souvereign nations betrachteten und diese nicht Teile eines Bundesstaates waren. Die Politik gegenüber den Stämmen änderte sich im Laufe der Jahre.
- Nonintercourse Act von 1790 (mehrmals geändert) legte fest, dass nur der US-Kongress das Recht hat, Indianerland zu kaufen und keine Bundesstaaten bzw. Privatpersonen. Das Gesetz wurde von Bundesstaaten teilweise ignoriert, und die Bundesregierung setzte es nicht immer durch.
- Indian Appropriations Act von 1871: Dieses Gesetz beendete die Politik der Verträge. Indianerstämme und ihre Häuptlinge wurden nicht mehr als gleichberechtigte Vertragspartner anerkannt. That hereafter no Indian nation or tribe within the territory of the United States shall be acknowledged or recognized as an independent nation, tribe, or power with whom the United States may contract by treaty. Zuvor geschlossene Verträge behalten ihre Gültigkeit. Provided, further, that nothing herein contained shall be construed to invalidate or impair the obligation of any treaty heretofore lawfully made and ratified with any such Indian nation or tribe. Indianerstämme werden weiterhin als souvereign nations angesehen, mit denen man nur keine Verträge mehr schließt.[9]
- Empowerment of tribal courts von 1883. Nachdem der Indian Commissioner (Leiter des BIA) schon wenige Jahre zuvor stammeseigene Polizeieinheiten genehmigt hatte, genehmigte er mit diesem Erlass die Schaffung von stammeseigenen Gerichten. Dieser Erlass führte zu einer Vielzahl von Gerichtsverfahren vor dem obersten Gerichtshof über die Zuständigkeit dieser Gerichte.[10]
- Major Crimes Act 1885 gibt den Gerichten des Bundes das Recht, Strafverfahren zu entscheiden, auch wenn nur Stammesmitglieder an einem Verbrechen beteiligt waren und das Verbrechen auf Stammesgebiet stattfand.
- Dawes Act auch General Allotment Act von 1887. Mit diesem Gesetz sollten die Gebiete der Reservationen aufgeteilt werden, also Gemeinschaftseigentum der Stämme in Individualland der Stammesmitglieder umgewandelt werden. Im Prinzip sollten die Reservationen zerschlagen oder zumindest verkleinert werden. Das Reservatsland wurde in 160 Acres große Flächen unterteilt und an jedes Familienoberhaupt der Indianer zur alleinigen Nutzung zugeteilt. Alle unverheirateten Reservatsbewohner über 18 Jahre und minderjährige Waisen wurden mit 80 Acres belehnt, Kinder unter 18 Jahre erhielten 40 Acres und Ehefrauen gar nichts. Die oft ertraglosen Parzellen wurden jedoch erst nach 25 Jahren Eigentum der Indianer. Die US-Regierung fungierte als Treuhänder. Viele Ureinwohner kannten kein Privateigentum an Grund und Boden und verkauften vielfach aus Unkenntnis oder wirtschaftlicher Not ihr Land an weiße Siedler oder Spekulanten. Die nicht aufgeteilten Gebiete und die Parzellen, die nach dem Tod der Besitzer an den Staat fielen, wurden zu Schleuderpreisen an weiße Interessenten verkauft.
- Indian Citizenship Act von 1924 sprach den Indianern die volle Staatsbürgerschaft der Vereinigten Staaten zu.
- Indian Reorganization Act von 1934. Mit diesem Gesetz wurde eine Kehrtwende in der Indianerpolitik eingeleitet. Hatte der Dawes Act das Ziel, die Indianische Kultur des Gemeinschaftseigentums an Land und Boden zu verdrängen und aus Indianern volle Staatsbürger mit individuellen Rechten und Besitz der Vereinigten Staaten zu machen, nahm der Indian Reorganization Act diese Politik teilweise zurück. Man sah ein, dass der General Allotment Act nur zu Armut und Depression, nicht aber zu einer Integrierung in die angloamerikanische Lebensweise geführt hatte. Das Gesetz brachte umfangreiche Änderungen für die Indianerstämme. Grundsätzlich wurde die Souveränität der Stämme gesichert. Sie konnten Stammesregierungen einsetzen und hatten wieder bessere Kontrolle über ihre Reservate. Daneben wurde die Parzellierung der Reservate gestoppt. Mit Regierungsmitteln kauften die Indianerstämme 12.800 km² (rund 3,1 Millionen acres) Land von 90 Millionen acres (364.000 km²), die durch den Dawes Act verloren gegangen waren, zurück. Wirtschaftliche Unternehmen wie Viehzucht oder Herstellung von Kunsthandwerk in den Reservaten wurden gefördert.
- Public Law 280 von 1953 ermöglicht es Bundesstaaten, Polizei- und Rechtsaufgaben von der Bundesregierung zu übernehmen.
- Indian Civil Rights Act von 1968 schränkt die Zuständigkeit der Stammesgerichte bei Strafprozessen ein.[11]
- 1968 Revision des Gesetzes Public Law 280. Eine Zustimmung der Stämme ist nun erforderlich. Die Rechtsaufgaben können auf Antrag eines Stammes wieder an die Bundesregierung zurück übertragen werden.[12]
- Indian Self Determination Act 1975: Mehr Verantwortung für Reservationsregierungen. Aufgaben, die vorher das BIA übernahm, wurden an diese übergeben.
- American Indian Religious Freedom Act 1978: Mitsprache in der Verwaltung und Zutritt zu Indianern heiligen Plätzen.

## Gerichtsentscheidungen (Auswahl)
- Johnson v. M’Intosh 1823, Entscheidung des Obersten Gerichtshofs der Vereinigten Staaten über den Verkauf von Indianerland an Privatpersonen. Das Gericht stellte fest, dass nur die Bundesregierung das Recht besitzt, die Nutzungsrechte der Ländereien von Indianerstämmen und Stammesmitgliedern zu kaufen. Die Indianer seien nicht Eigentümer der Ländereien, sondern nur Besitzer, bzw. hätten ein Recht auf die Nutzung, da das Eigentum von der US-amerikanischen Regierung erworben wurde.[13]
- Cherokee Nation v. Georgia – Die Nation der Cherokee versuchte mit dieser Klage gegen den Bundesstaat Georgia, die Einmischung der Regierung Georgias in die individuellen Rechte der Nation und Eingriffe in das Siedlungsgebiet zu verbieten. Der Oberste Gerichtshof lehnte die Behandlung der Klage ab, da die Cherokee Nation als domestic dependent nation kein Recht hätte, gegen Georgia zu klagen.
- Worcester v. Georgia 1832 – Der Oberste Gerichtshof entschied, dass allein dem Bund die Regelung der Beziehungen zu den Cherokee obliege.
- United States v. Kagama 1886 – Der Oberste Gerichtshof entschied, dass der Mayor Crime Act die Verfassung der Vereinigten Staaten nicht verletzte.
- Lone Wolf v. Hitchcock 1903 – Entscheidung des Obersten Gerichtshofs, dass die einseitige Kündigung eines geschlossenen Vertrags durch den US-Kongress rechtens sei. Dabei ging es um die Änderung des Vertrags von Medicine Lodge.
- United States v. Nice 1912 – Spezielle Gesetze und Verordnungen für Reservate gelten auch für Indianer, welche die US-Staatsbürgerschaft erworben haben. Hintergrund: In einer Erweiterung des Dawes Acts verbot die Bundesregierung 1897 den Verkauf von Alkohol an Indianer. Die Frage war: Galt dieses Verbot auch für US-Staatsbürger? Das Gericht beschloss, dass auch Staatsbürger unter diese Regelung fallen. Die Gesetze und Verordnungen seien zum Schutz aller Indianer geschaffen worden.[14]
- Oliphant v. Suquamish Indian Tribe 1978 – Stammesgerichte haben nicht die Befugnis, Strafverfahren gegen Nicht-Indianer einzuleiten, auch wenn das Vergehen auf Reservatsgebiet stattfand, und der Beschuldigte Bewohner des Reservats ist. Zuständig wäre ein Bundesgericht. tribal sovereignty würde für Personen und nicht für Gebiete gelten.[15]
- United States v. Sioux Nation of Indians 1980 – Der Oberste Gerichtshof entschied, dass die Bundesregierung Entschädigungen für Landverluste zu leisten hat, wenn Verträge grob gebrochen wurden.
- Duro v. Reina 1990 – Der Oberste Gerichtshof entschied, dass ein Stammesgericht nicht die Befugnis besitzt, ein Strafverfahren gegen einen Indianer einzuleiten, der kein Stammesmitglied ist.
- Seymour v. Superintendent – Im Verfahren wurde 1962 entschieden, dass Grundstücke weiterhin zur Colville Reservation in Washington State gehören, obwohl sie an Siedler verkauft worden waren.[16]
- Rosebud Sioux Tribe v. Kneip – Durch das Gerichtsverfahren wurde die Reservation 1977 von fünf Counties auf ein County reduziert. Tausende Quadratkilometer Land gingen der Reservation verloren.
- Solem v. Bartlett – Der Oberste Gerichtshof entschied 1984, dass die Cheyenne River Reservation / South Dakota in seinen Grenzen weiterhin besteht, obwohl das Gebiet per Gesetz aufgeteilt wurde, und Teile davon an Siedler weiterverkauft worden waren.
- Cobell v. Salazar 1996 – Klage gegen Missmanagement und Korruption innerhalb des Bureau of Indian Affairs.
- Fletcher v. United States 1997 – Entscheid über die Klage eines Mitglieds der Osage Nation dass der Osage Allotment Act aus dem Jahre 1906 und die darauf aufbauende Verfassung des Stammes verfassungswidrig sei.
- Nevada v. Hicks 2001 – Der Oberste Gerichtshof entschied, dass eine Hausdurchsuchung auf einem Grundstück eines Indianerreservats durch Behörden des Staates Nevada die Verfassung der Vereinigten Staaten nicht verletzte.
- Osage Nation v. Oklahoma – Eine Gerichtsentscheidung, die erklärte, dass der Osage Allotment Act die Osage Nation Reservation auflöste.
- City of Sherrill v. Oneida Indian Nation – Gerichtsverfahren welches 2005 entschieden wurde.[17] Die Oneida im Bundesstaat New York können keine Hoheitsrechte auf ihrem neu erworbenen Stammesgebiet geltend machen.
- Nebraska v. Parker – Der Oberste Gerichtshof entschied 2016, das Verkauf von Land an die Vereinigten Staaten durch einen Stamm nicht automatisch zum Verlust der Sovereignty führt. Ein Gesetz zum Kauf muss dies ausdrücklich erwähnen.
- McGirt v. Oklahoma – Im Verfahren wurde 2020 festgestellt, dass die Reservation der Creek in Oklahoma nie aufgelöst wurde, da der Kongress es vermieden hatte, in den Gesetzen, die zur Gründung des Staates führten, die Auflösung eindeutig zu erklären.
- Sharp v. Murphy – Ein am 9. Juli 2020 entschiedenes Verfahren mit derselben Urteilsbegründung wie McGirt v. Oklahoma.

## Situation heute
Zwar ist man in den USA der Meinung, dass die Indianerstämme ein Recht auf Selbstverwaltung haben, in der Verfassung ist jedoch festgeschrieben, dass Indianerstämme nicht Teile eines Bundesstaates sind und dass allein die Bundesregierung das Recht besitzt, Indianerstämme zu regulieren. Doch die Bundesregierung griff und greift in viele Bereiche der Selbstverwaltung der Indianer ein. Die Ländereien der Indianerstämme sind weiterhin Eigentum des Bundes, die Stämme besitzen nur eingeschränkte Nutzungsrechte. In der Vergangenheit setzte sich das Bureau of Indian Affairs nicht für die Rechte und die Selbstbestimmung der Indianer ein.